# Opopaea viamao
Espèce
Opopaea viamao est une espèce d'araignées aranéomorphes de la famille des Oonopidae.

## Distribution
Cette espèce est endémique du Rio Grande do Sul au Brésil,. Elle se rencontre à Viamão.

## Description
Le mâle holotype mesure 1,25 mm.

## Étymologie
Son nom d'espèce lui a été donné en référence au lieu de sa découverte, Viamão.

## Publication originale
- Ott, 2003 :  Descrição de duas espécies novas de Opopaea do sul do Brasil (Oonopidae, Araneae). Iheringia, Sér. Zool. vol. 93, no 2, p. 177-182 (texte intégral).